# Llista de monuments de l'Àmbit Metropolità de Barcelona
Llista de monuments de l'Àmbit Metropolità de Barcelona inclosos en l'Inventari del Patrimoni Arquitectònic Català per l'àmbit funcional territorial Metropolità. Inclou els inscrits en el Registre de Béns Culturals d'Interès Nacional (BCIN) amb una classificació arquitectònica, els Béns Culturals d'Interès Local (BCIL) immobles i la resta de béns arquitectònics integrants del patrimoni cultural català.
L'any 2009, l'àmbit Metropolità tenia 376 béns culturals d'interès nacional, entre ells 348 monuments històrics, 9 conjunts històrics, 2 llocs històrics i 1 jardí històric, a més de les zones arqueològiques i paleontològiques.
Diverses obres modernistes estan declarades Patrimoni de la Humanitat per la UNESCO en dos conjunts:
- Obres d'Antoni Gaudí: Parc Güell, Palau Güell, Casa Milà, Cripta i façana del Naixement de la Sagrada Família, Casa Vicens, Casa Batlló, Cripta de la Colònia Güell
- Obres de Lluís Domènech i Montaner: Palau de la Música Catalana, Hospital de la Santa Creu i Sant Pau

Està protegit com a jardí històric el Parc de la Ciutadella i com a llocs històrics el Fossar de les Moreres i zones de la vila de Sitges.
Les llistes estan dividides per comarques, desglossades en llistes municipals en els casos més estesos i per districtes o barris en els casos de Barcelona i Mataró. S'inclouen les comarques de l'Alt Penedès i Garraf que per llei del 14 de juliol del 2010 passaran al nou àmbit territorial del Penedès, pendent de constituir.
- Llista de monuments de l'Alt Penedès
- Llista de monuments del Baix Llobregat
- Llista de monuments del Barcelonès
  - Llista de monuments de Barcelona
- Llista de monuments del Garraf
- Llista de monuments del Maresme
  - Llista de monuments de Mataró
- Llista de monuments del Vallès Occidental
- Llista de monuments del Vallès Oriental

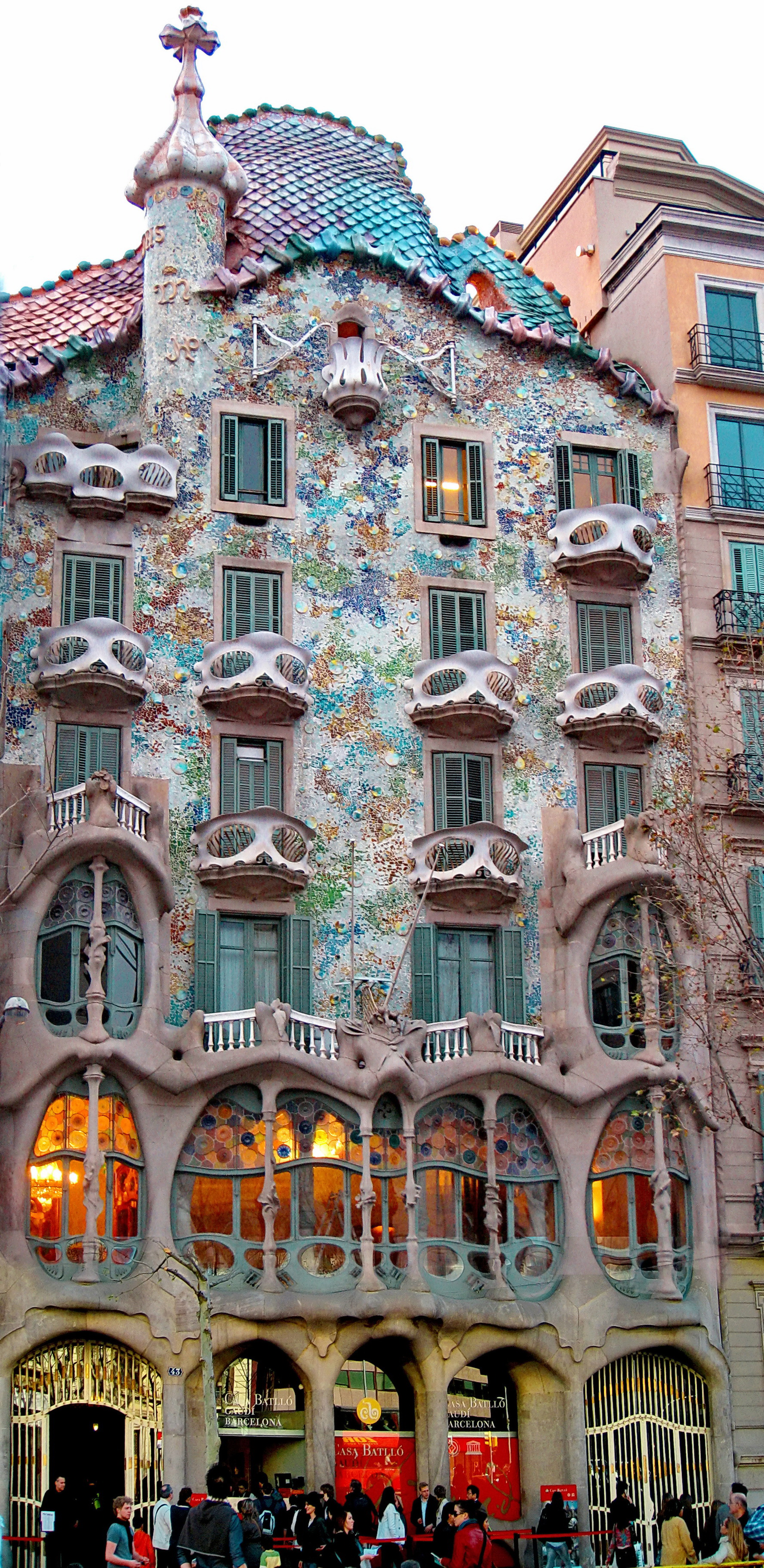
Casa Batlló
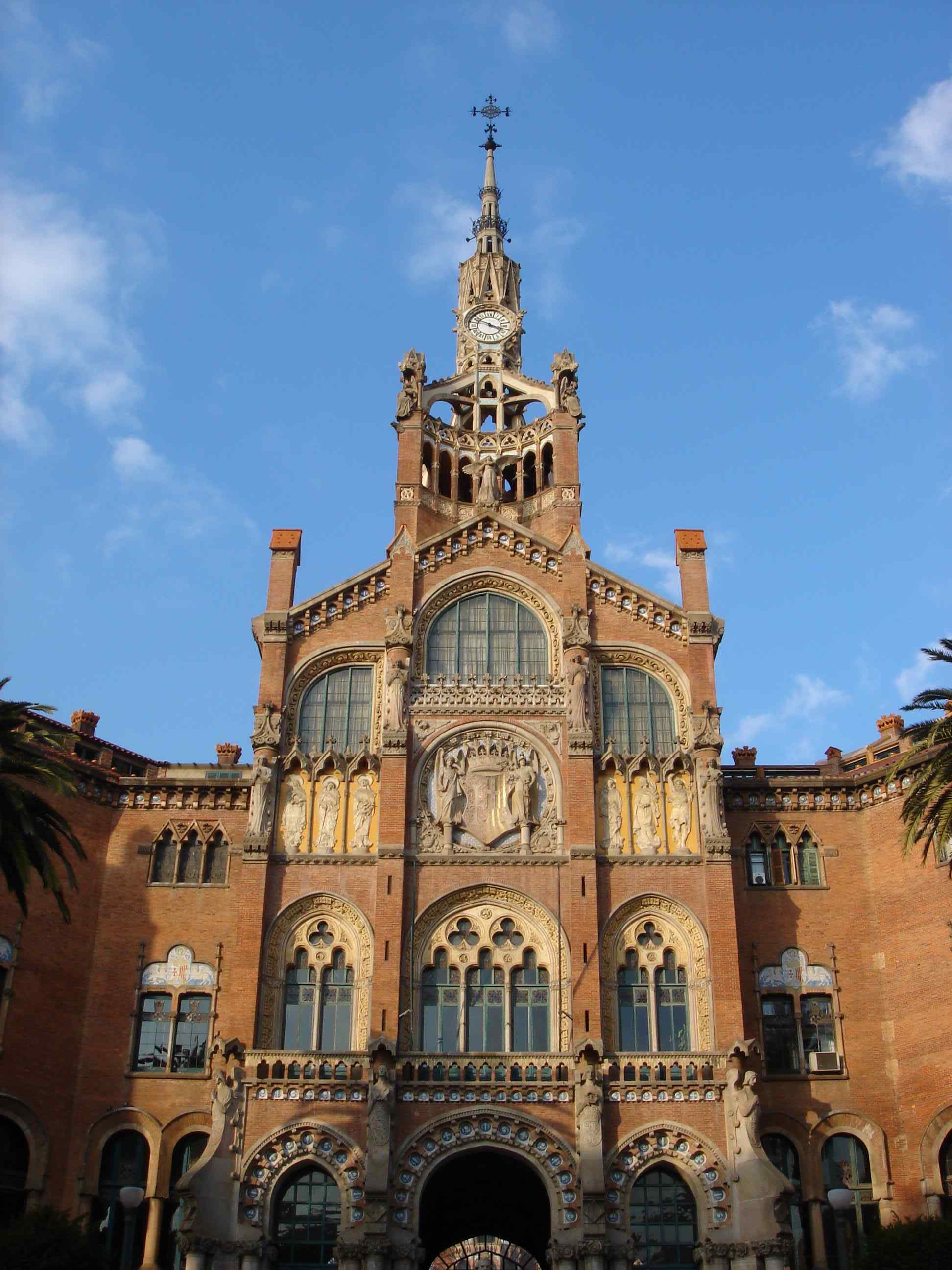
Hospital de la Santa Creu i Sant Pau
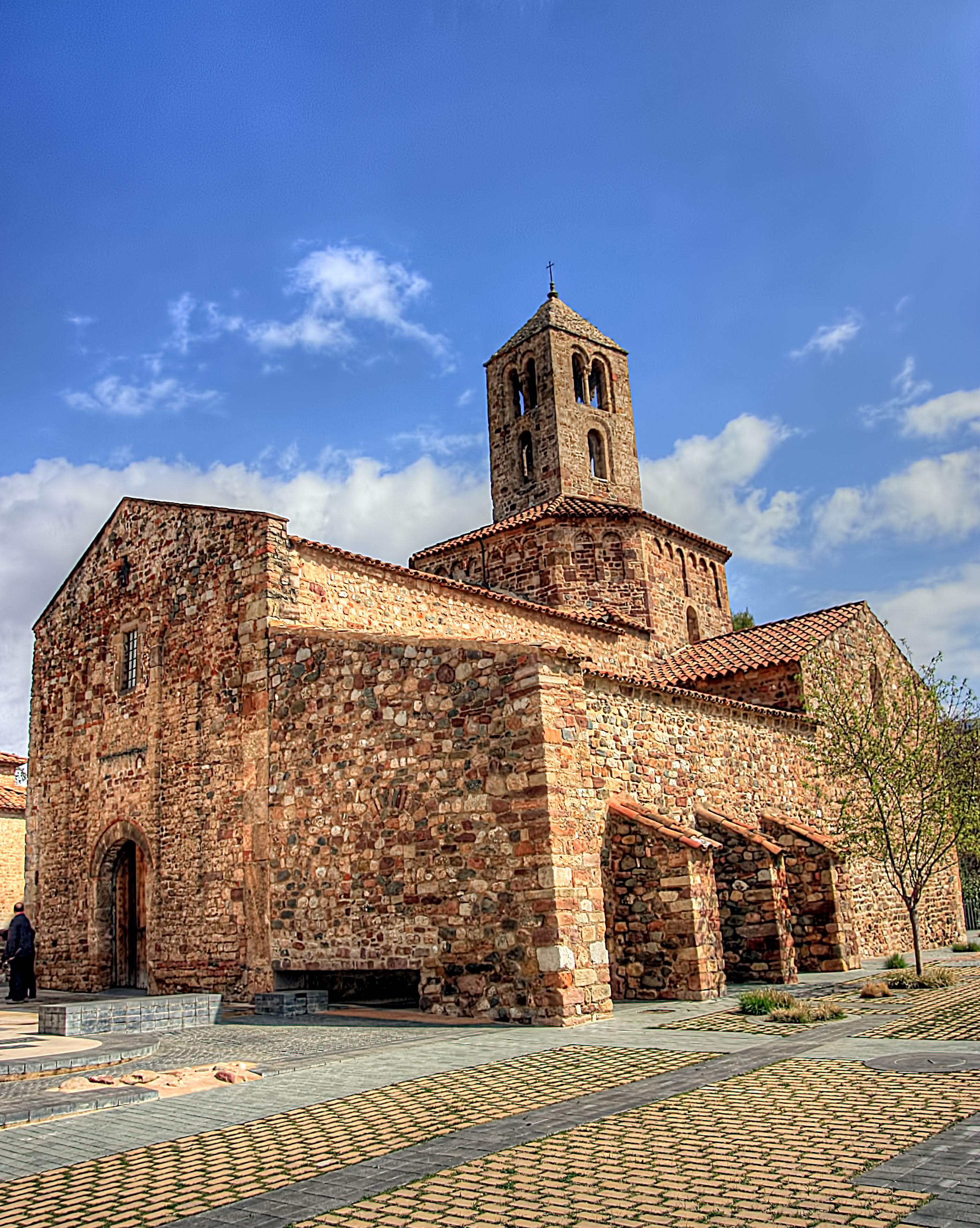
Esglésies de Sant Pere de Terrassa
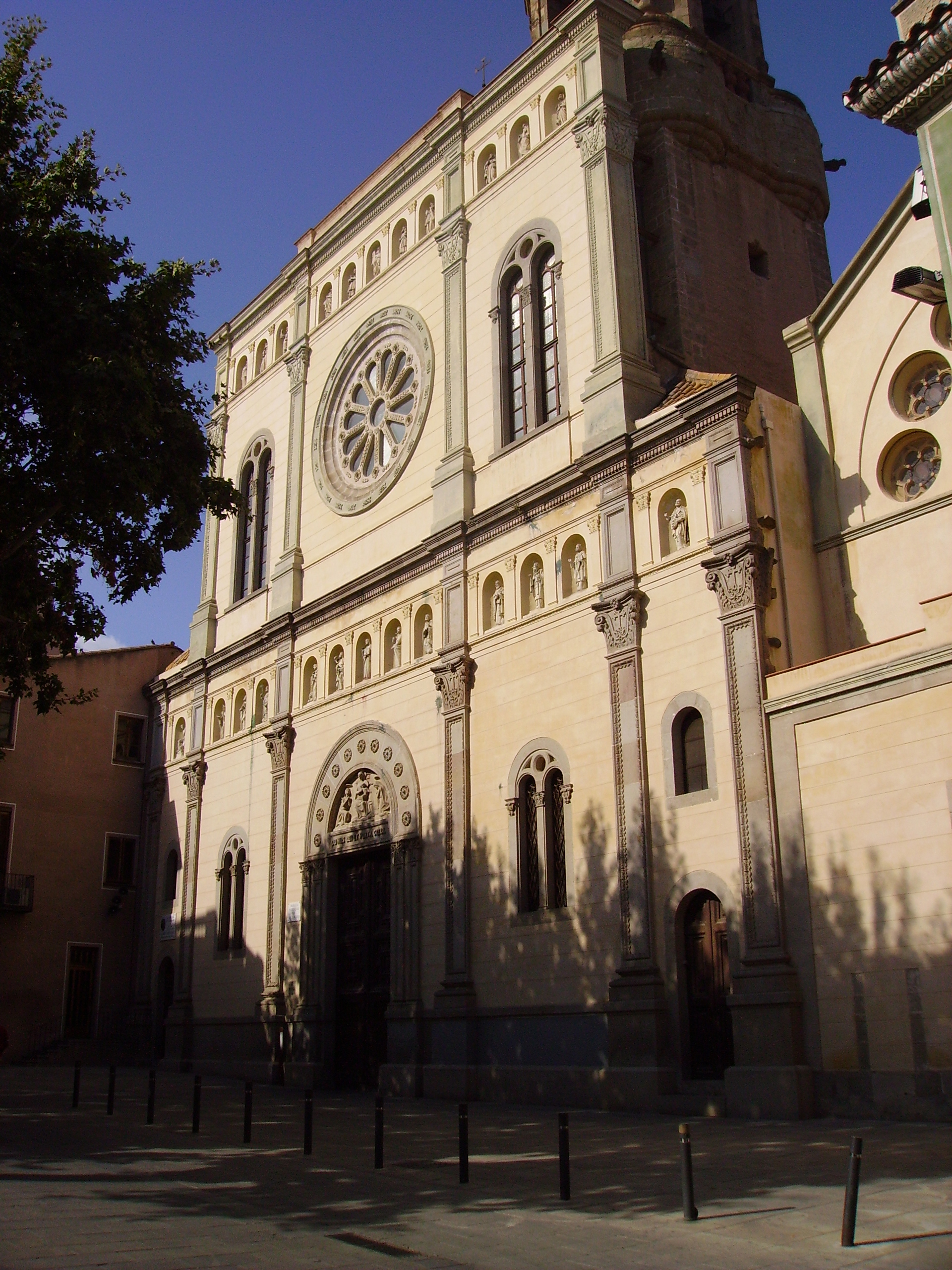
Basílica de Santa Maria de Mataró